# Beijing Yusheng 007

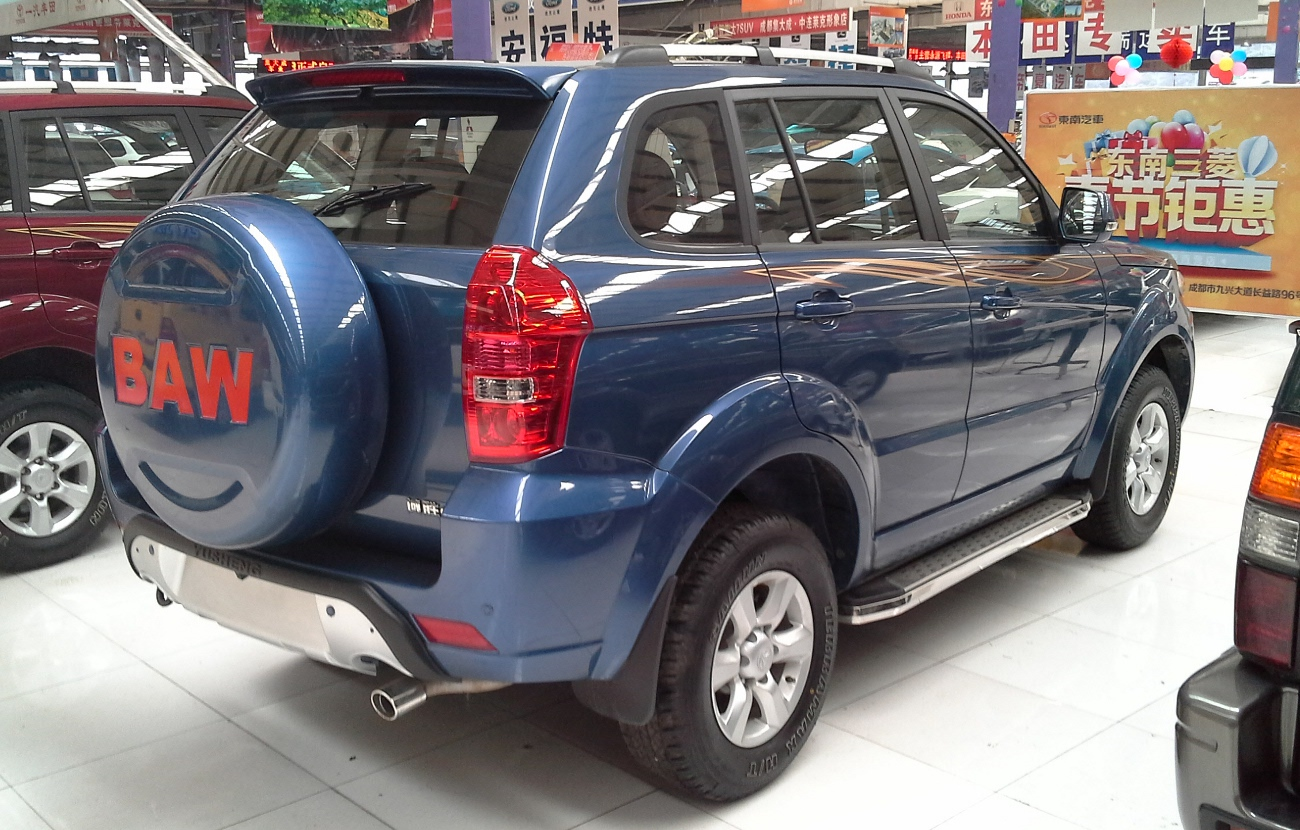
Heckansicht

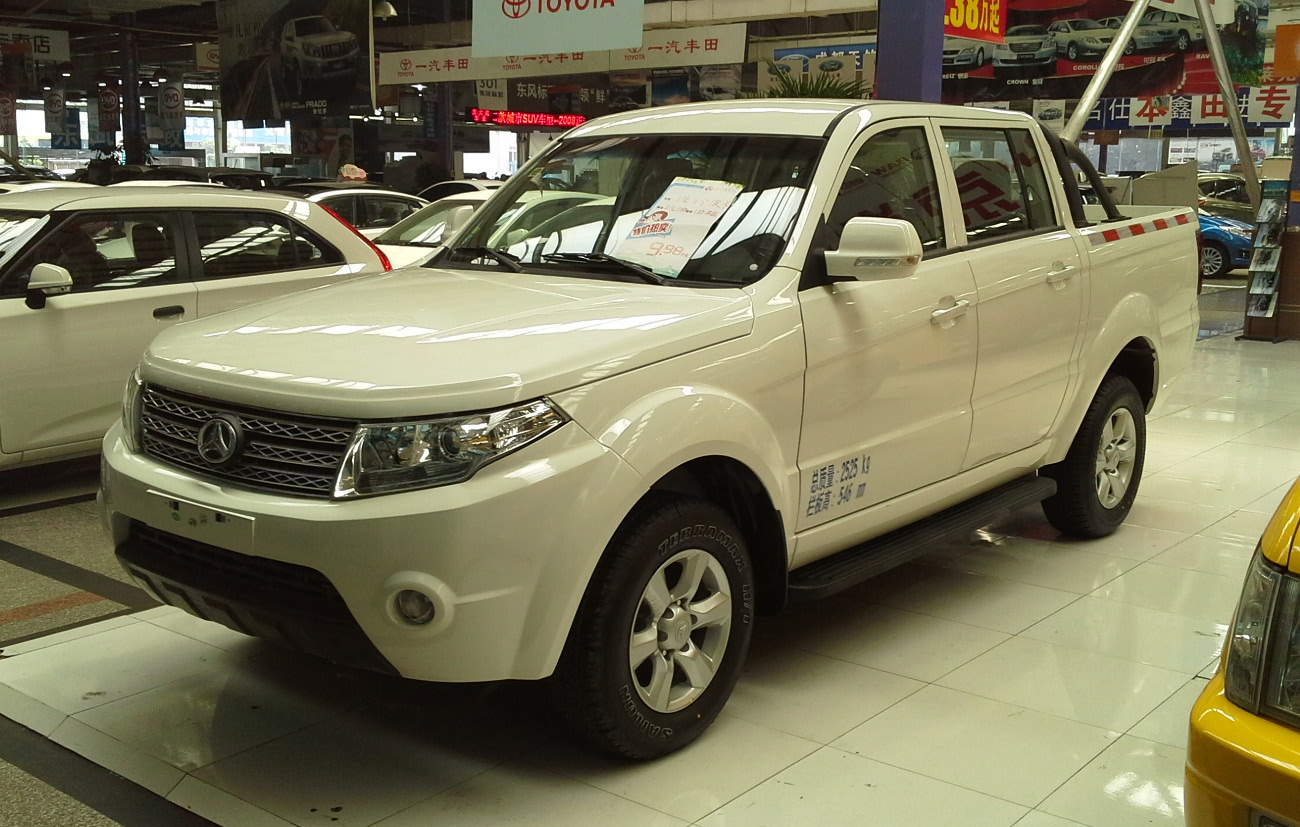
Ruiling

Der Beijing Yusheng 007  ist ein Pkw-Modell der chinesischen Marke Beijing.

## Beschreibung
Hersteller war entweder Beijing Automobile Works oder Beijing Motor Corporation, die beide zur Beijing Automotive Group gehören. Der Verkauf in China ist für die Zeit von 2013 bis 2017 nachweisbar. Es gibt aber auch Hinweise auf Produktionsstart 2011. Neben Yusheng 007 finden sich auch die Bezeichnungen BY6, BW007 und Weiwang 007.
Das Fahrzeug war ein SUV. Auf gleicher Basis gab es den Beijing Ruiling als Pick-up.

## Modellgeschichte
Im April 2008 wurde ein Konzeptfahrzeug von der Firma entwickelt, dessen Gestaltung der Frontpartie einem Jeep Cherokee KJ ähnelt.
Die Serienvariante des geschlossenen, fünftürigen  Fahrzeugs wurde formal im April 2010 auf der Auto China vorgestellt. Sie wird seit Januar 2011 angeboten.
Mit dem Produktionsende des Beijing Luling im Januar 2013 übernahm der 007 dessen Platz.

## Technik
Bei der technischen Basis des Fahrzeugs wird angenommen, dass die Plattform vom Toyota [Land Cruiser] Prado 3400 stammen soll und Erfahrungen vom Jeep Cherokee XJ einflossen.
Bei den Motoren werden sowohl Otto- als auch Dieselmotoren angeboten. Die Spanne der maximalen Leistungen liegt zwischen 90 kW und 105 kW.

## Technische Daten (域胜007) Typ BY6
| Ausstattungslinie                              | Charming (舒适型)                                        | Luxury (豪华型)                                          | Charming (舒适型)                                        | Luxury (豪华型)                                          | Charming (舒适型)                                        | Luxury (豪华型)                                          | Luxury (豪华型)                                          |
| ---------------------------------------------- | -------------------------------------------------------- | -------------------------------------------------------- | -------------------------------------------------------- | -------------------------------------------------------- | -------------------------------------------------------- | -------------------------------------------------------- | -------------------------------------------------------- |
|                                                | 2.0L MT 2WD 都市版 City Edition                          | 2.0L MT 2WD 都市版 City Edition                          | 2.4L MT 2WD 运动版 Sport                                 | 2.4L MT 2WD 运动版 Sport                                 | 2.4L MT 4WD 精英版 Elite Edition                         | 2.4L MT 4WD 精英版 Elite Edition                         | 2.5L MT 4WD                                              |
| Motorenbezeichnung                             | Risun Piston 4G20D4                                      | Risun Piston 4G20D4                                      | Isuzu G4CA                                               | Isuzu G4CA                                               | Isuzu G4CA                                               | Isuzu G4CA                                               | VM R425(JE4D25E)                                         |
| Motoreinbauweise                               | vertikal                                                 | vertikal                                                 | vertikal                                                 | vertikal                                                 | vertikal                                                 | vertikal                                                 |                                                          |
| Motorart                                       | Ottomotor                                                | Ottomotor                                                | Ottomotor                                                | Ottomotor                                                | Ottomotor                                                | Ottomotor                                                | Dieselmotor                                              |
| Motorbauart                                    | Reihen-Vierzylindermotor                                 | Reihen-Vierzylindermotor                                 | Reihen-Vierzylindermotor                                 | Reihen-Vierzylindermotor                                 | Reihen-Vierzylindermotor                                 | Reihen-Vierzylindermotor                                 | Reihen-Vierzylindermotor                                 |
| Motorkühlung                                   | Wasserkühlung                                            | Wasserkühlung                                            | Wasserkühlung                                            | Wasserkühlung                                            | Wasserkühlung                                            | Wasserkühlung                                            |                                                          |
| Motoraufladung                                 |                                                          |                                                          |                                                          |                                                          |                                                          |                                                          | Turbolader, Ladeluftkühlung                              |
| Ventilsteuerung                                |                                                          |                                                          |                                                          |                                                          |                                                          |                                                          | DOHC                                                     |
| Hubraum                                        | 1977 cm³                                                 | 1977 cm³                                                 | 2438 cm³                                                 | 2438 cm³                                                 | 2438 cm³                                                 | 2438 cm³                                                 | 2499 cm³                                                 |
| max. Leistung bei min−1                        | 90 kW / 5000                                             | 90 kW / 5000                                             | 105 kW / 4800                                            | 105 kW / 4800                                            | 105 kW / 4800                                            | 105 kW / 4800                                            | 100 kW / 3800                                            |
| max. Drehmoment bei min−1                      | 180 Nm / 3600–4400                                       | 180 Nm / 3600–4400                                       | 217 Nm / 3000–4000                                       | 217 Nm / 3000–4000                                       | 217 Nm / 3000–4000                                       | 217 Nm / 3000–4000                                       | 340 Nm / 2000                                            |
| Antrieb                                        | Hinterradantrieb                                         | Hinterradantrieb                                         | Hinterradantrieb                                         | Hinterradantrieb                                         | Vorderradantrieb zuschaltbarer Allradantrieb             | Vorderradantrieb zuschaltbarer Allradantrieb             | Vorderradantrieb zuschaltbarer Allradantrieb             |
| Getriebeart                                    | 5-Gang-Schaltgetriebe                                    | 5-Gang-Schaltgetriebe                                    | 5-Gang-Schaltgetriebe                                    | 5-Gang-Schaltgetriebe                                    | 5-Gang-Schaltgetriebe                                    | 5-Gang-Schaltgetriebe                                    | 5-Gang-Schaltgetriebe                                    |
| Höchstgeschwindigkeit                          | 150 km/h                                                 | 150 km/h                                                 | 160 km/h                                                 | 160 km/h                                                 | 160 km/h                                                 | 160 km/h                                                 | 150 km/h                                                 |
| Maße                                           | 4595 mm × 1828 mm × 1805 mm (1)                          | 4595 mm × 1828 mm × 1805 mm (1)                          | 4595 mm × 1828 mm × 1805 mm (1)                          | 4595 mm × 1828 mm × 1805 mm (1)                          | 4595 mm × 1828 mm × 1805 mm (1)                          | 4595 mm × 1828 mm × 1805 mm (1)                          | 4595 mm × 1828 mm × 1805 mm (1)                          |
| Radstand                                       | 2600 mm                                                  | 2600 mm                                                  | 2600 mm                                                  | 2600 mm                                                  | 2600 mm                                                  | 2600 mm                                                  | 2600 mm                                                  |
| Bodenfreiheit                                  | 200 mm                                                   | 200 mm                                                   | 200 mm                                                   | 200 mm                                                   | 200 mm                                                   | 200 mm                                                   | 200 mm                                                   |
| Wenderadius                                    | 11,8 m                                                   | 11,8 m                                                   | 11,8 m                                                   | 11,8 m                                                   | 11,8 m                                                   | 11,8 m                                                   | 11,8 m                                                   |
| Spurweite vorn                                 | 1500 mm                                                  | 1500 mm                                                  | 1500 mm                                                  | 1500 mm                                                  | 1500 mm                                                  | 1500 mm                                                  | 1500 mm                                                  |
| Spurweite hinten                               | 1510 mm                                                  | 1510 mm                                                  | 1510 mm                                                  | 1510 mm                                                  | 1510 mm                                                  | 1510 mm                                                  | 1510 mm                                                  |
| Steigfähigkeit                                 | 45 %                                                     | 45 %                                                     | 60 %                                                     | 60 %                                                     | 60 %                                                     | 60 %                                                     | 60 %                                                     |
| Leergewicht                                    | 1640 kg                                                  | 1640 kg                                                  | 1685 kg                                                  | 1685 kg                                                  | 1770 kg                                                  | 1770 kg                                                  | 1985 kg                                                  |
| Sitzplätze                                     | 5                                                        | 5                                                        | 5                                                        | 5                                                        | 5                                                        | 5                                                        | 5                                                        |
| Reifengröße                                    | 235/70 R16 LT225/75 R16                                  | 235/70 R16 LT225/75 R16                                  | 235/70 R16 LT225/75 R16                                  | 235/70 R16 LT225/75 R16                                  | 235/70 R16 LT225/75 R16                                  | 235/70 R16 LT225/75 R16                                  | 225/70 R16 235/70 R16 LT225/75 R16                       |
| Lenkung                                        | Zahnstangenlenkung mit hydraulischer Unterstützung       | Zahnstangenlenkung mit hydraulischer Unterstützung       | Zahnstangenlenkung mit hydraulischer Unterstützung       | Zahnstangenlenkung mit hydraulischer Unterstützung       | Zahnstangenlenkung mit hydraulischer Unterstützung       | Zahnstangenlenkung mit hydraulischer Unterstützung       | Zahnstangenlenkung mit hydraulischer Unterstützung       |
| Bremssystem vorn                               | Scheibenbremse                                           | Scheibenbremse                                           | Scheibenbremse                                           | Scheibenbremse                                           | Scheibenbremse                                           | Scheibenbremse                                           | Scheibenbremse                                           |
| Bremssystem hinten                             | Scheibenbremse                                           | Scheibenbremse                                           | Scheibenbremse                                           | Scheibenbremse                                           | Scheibenbremse                                           | Scheibenbremse                                           | Scheibenbremse                                           |
| Vorderradaufhängung                            | Doppelquerlenker-Einzelradaufhängung mit Schraubenfedern | Doppelquerlenker-Einzelradaufhängung mit Schraubenfedern | Doppelquerlenker-Einzelradaufhängung mit Schraubenfedern | Doppelquerlenker-Einzelradaufhängung mit Schraubenfedern | Doppelquerlenker-Einzelradaufhängung mit Schraubenfedern | Doppelquerlenker-Einzelradaufhängung mit Schraubenfedern | Doppelquerlenker-Einzelradaufhängung mit Schraubenfedern |
| Hinterradaufhängung                            | Schraubenfeder-Einzelradaufhängung                       | Schraubenfeder-Einzelradaufhängung                       | Schraubenfeder-Einzelradaufhängung                       | Schraubenfeder-Einzelradaufhängung                       | Schraubenfeder-Einzelradaufhängung                       | Schraubenfeder-Einzelradaufhängung                       | Schraubenfeder-Einzelradaufhängung                       |
| Kraftstoffverbrauch auf 100 km bei 90 km/h     | 8,3 l                                                    | 8,3 l                                                    | 9,4 l                                                    | 9,4 l                                                    | 9,9 l                                                    | 9,9 l                                                    | 9,0 l                                                    |
| kombinierter Kraftstoffverbrauch, Stadtverkehr | 10,0 l                                                   | 10,0 l                                                   | 10,0 l                                                   | 10,0 l                                                   | 10,5 l                                                   | 10,5 l                                                   | 9,0 l                                                    |
| Tankvolumen                                    | 75 l                                                     | 75 l                                                     | 75 l                                                     | 75 l                                                     | 75 l                                                     | 75 l                                                     | 75 l                                                     |
| Abgasnorm                                      | China IV, Euro II mit On-Board-Diagnose                  | China IV, Euro II mit On-Board-Diagnose                  | China IV, Euro II mit On-Board-Diagnose                  | China IV, Euro II mit On-Board-Diagnose                  | China IV, Euro II mit On-Board-Diagnose                  | China IV, Euro II mit On-Board-Diagnose                  | China IV, Euro II                                        |

## Technische Daten des Ruìlíng (锐铃) Typ BY2
|                                                   | Ottomotoren                                | Ottomotoren                                | Ottomotoren                             | Ottomotoren                             | Dieselmotoren                                           |       |
| ------------------------------------------------- | ------------------------------------------ | ------------------------------------------ | --------------------------------------- | --------------------------------------- | ------------------------------------------------------- | ----- |
| Antriebsart                                       | 4x2                                        | 4x2                                        | 4x4                                     | 4x4                                     | 4x4                                                     |       |
| Ausstattungslinie                                 | Economy (经济型)                           | Luxury (豪华型)                            | Charming (舒适型)                       | Luxury (豪华型)                         | Luxury (豪华型)                                         |       |
| Motorbezeichnung                                  | Risun Piston 4G22D4                        | Risun Piston 4G22D4                        | Isuzu G4CA                              | Isuzu G4CA                              | VM R425(JE4D25E)                                        |       |
| Motoreinbauweise                                  | vertikal                                   | vertikal                                   | vertikal                                | vertikal                                |                                                         |       |
| Motorart                                          | Ottomotor                                  | Ottomotor                                  | Ottomotor                               | Ottomotor                               | Dieselmotor                                             |       |
| Motorbauart                                       | Reihen-Vierzylindermotor                   | Reihen-Vierzylindermotor                   | Reihen-Vierzylindermotor                | Reihen-Vierzylindermotor                | Reihen-Vierzylindermotor                                |       |
| Motorkühlung                                      | Wasserkühlung                              | Wasserkühlung                              | Wasserkühlung                           | Wasserkühlung                           |                                                         |       |
| Motoraufladung                                    |                                            |                                            |                                         |                                         | Turbolader, Ladeluftkühlung                             |       |
| Ventilsteuerung                                   |                                            |                                            |                                         |                                         | DOHC                                                    |       |
| Hubraum                                           | 2237 cm³                                   | 2237 cm³                                   | 2438 cm³                                | 2438 cm³                                | 2499 cm³                                                |       |
| max. Leistung bei min−1                           | 104 kW / 5400                              | 104 kW / 5400                              | 105 kW / 4800                           | 105 kW / 4800                           | 100 kW / 3800                                           |       |
| max. Drehmoment bei min−1                         | 205 Nm / 4000–4400                         | 205 Nm / 4000–4400                         | 217 Nm / 3000–4000                      | 217 Nm / 3000–4000                      | 340 Nm / 2000                                           |       |
| Antrieb                                           | Hinterradantrieb                           | Hinterradantrieb                           | Allradantrieb                           | Allradantrieb                           | Allradantrieb                                           |       |
| Getriebeart                                       | 5-Gang-Schaltgetriebe                      | 5-Gang-Schaltgetriebe                      | 5-Gang-Schaltgetriebe                   | 5-Gang-Schaltgetriebe                   | 5-Gang-Schaltgetriebe                                   |       |
| Höchstgeschwindigkeit                             | 145 km/h                                   | 145 km/h                                   | 145 km/h                                | 145 km/h                                | 140 km/h                                                |       |
| Maße                                              | 5088 mm × 1820 mm × 1790 mm                | 5088 mm × 1820 mm × 1790 mm                | 5088 mm × 1820 mm × 1804 mm             | 5088 mm × 1820 mm × 1804 mm             | 5088 mm × 1820 mm × 1804 mm                             |       |
| Ladefläche                                        | 1337 mm × 1460 mm × 546 mm                 | 1337 mm × 1460 mm × 546 mm                 | 1337 mm × 1460 mm × 546 mm              | 1337 mm × 1460 mm × 546 mm              | 1337 mm × 1460 mm × 546 mm                              |       |
| Radstand                                          | 3035 mm                                    | 3035 mm                                    | 3035 mm                                 | 3035 mm                                 | 3035 mm                                                 |       |
| Wenderadius                                       | 6 m                                        | 6 m                                        | 6 m                                     | 6 m                                     | 6 m                                                     |       |
| Bodenfreiheit                                     | 185 mm                                     | 185 mm                                     | 215 mm                                  | 215 mm                                  | 215 mm                                                  |       |
| Spurweite vorn                                    | 1480 mm                                    | 1480 mm                                    | 1500 mm                                 | 1500 mm                                 | 1500 mm                                                 |       |
| Spurweite hinten                                  | 1500 mm                                    | 1500 mm                                    | 1500 mm                                 | 1500 mm                                 | 1500 mm                                                 |       |
| Leergewicht                                       | 1700 kg                                    | 1700 kg                                    | 1800 kg                                 | 1800 kg                                 | 1860 kg                                                 |       |
| Sitzplätze                                        | 2+3                                        | 2+3                                        | 2+3                                     | 2+3                                     | 2+3                                                     |       |
| Reifengröße                                       | 225/70 R16                                 | 225/70 R16                                 | 225/70 R16 225/75 R16                   | 225/70 R16                              | 225/70 R16                                              |       |
| Bremssystem vorn                                  | Scheibenbremse                             | Scheibenbremse                             | Scheibenbremse                          | Scheibenbremse                          | Scheibenbremse                                          |       |
| Bremssystem hinten                                | Trommelbremse                              | Trommelbremse                              | Trommelbremse                           | Trommelbremse                           | Trommelbremse                                           |       |
| Vorderradaufhängung                               | Einzelradaufhängung mit Torsionsstabfedern | Einzelradaufhängung mit Torsionsstabfedern | Schraubenfeder-Einzelradaufhängung      | Schraubenfeder-Einzelradaufhängung      | Doppelquerlenker-Einzelradaufhängung mit Schraubenfeder |       |
| Hinterradaufhängung                               | Blattfedern                                | Blattfedern                                | Blattfedern                             | Blattfedern                             | Blattfedern                                             |       |
| durchschnittlicher Kraftstoffverbrauch auf 100 km | 10,3 l                                     | 10,3 l                                     | 10,3 l                                  | 10,3 l                                  | 9,0 l                                                   | 9,0 l |
| Abgasnorm                                         | China IV, Euro II mit On-Board-Diagnose    | China IV, Euro II mit On-Board-Diagnose    | China IV, Euro II mit On-Board-Diagnose | China IV, Euro II mit On-Board-Diagnose | China IV, Euro II                                       |       |

## Verkaufszahlen
2013 wurden in China 455 Fahrzeuge dieses Typs neu zugelassen. In den Folgejahren waren es 281, 1141 und 424. Im letzten Verkaufsjahr 2017 wurden noch 22 Fahrzeuge zugelassen.